# Johann Michel
 (juillet 2025).
Pour les articles homonymes, voir Michel.
 (avril 2021).
La mise en forme du texte ne suit pas les recommandations de Wikipédia : il faut le « wikifier ».
Les points d'amélioration suivants sont les cas les plus fréquents :
- Les titres sont pré-formatés par le logiciel. Ils ne sont ni en capitales, ni en gras.
- Le texte ne doit pas être écrit en capitales (les noms de famille non plus), ni en gras, ni en italique, ni en « petit »…
- Le gras n'est utilisé que pour surligner le titre de l'article dans l'introduction, une seule fois.
- L'italique est rarement utilisé : mots en langue étrangère, titres d'œuvres, noms de bateaux, etc.
- Les citations ne sont pas en italique mais en corps de texte normal. Elles sont entourées par des guillemets français : « et ».
- Les listes à puces sont à éviter, des paragraphes rédigés étant largement préférés. Les tableaux sont à réserver à la présentation de données structurées (résultats, etc.).
- Les appels de note de bas de page (petits chiffres en exposant, introduits par l'outil «  Source ») sont à placer entre la fin de phrase et le point final[comme ça].
- Les liens internes (vers d'autres articles de Wikipédia) sont à choisir avec parcimonie. Créez des liens vers des articles approfondissant le sujet. Les termes génériques sans rapport avec le sujet sont à éviter, ainsi que les répétitions de liens vers un même terme.
- Les liens externes sont à placer uniquement dans une section « Liens externes », à la fin de l'article. Ces liens sont à choisir avec parcimonie suivant les règles définies. Si un lien sert de source à l'article, son insertion dans le texte est à faire par les notes de bas de page.
- La présentation des références doit suivre les conventions bibliographiques. Il est recommandé d'utiliser les modèles {{Ouvrage}}, {{Chapitre}}, {{Article}}, {{Lien web}} et/ou {{Bibliographie}}. Le mode d'édition visuel peut mettre en forme automatiquement les références.
- Insérer une infobox (cadre d'informations à droite) n'est pas obligatoire pour parachever la mise en page.

Pour une aide détaillée, merci de consulter Aide:Wikification.
Si vous pensez que ces points ont été résolus, vous pouvez retirer ce bandeau et améliorer la mise en forme d'un autre article.
Johann Michel est un philosophe et un politiste français, né en 1972.

## Biographie
Professeur à l'Université de Poitiers, Johann Michel est également chercheur statutaire au Centre d'études des mouvements sociaux (CEMS) de l'École des hautes études en sciences sociales (EHESS) et membre honoraire de l'Institut Universitaire de France.
Ses premiers travaux universitaires sont consacrés à l’œuvre de Paul Ricœur dont il est un spécialiste. Il a publié notamment Paul Ricœur. Une philosophie de l'agir humain (2007,), tiré de sa thèse de doctorat de philosophie, réalisée sous la direction de Pierre Bouretz (soutenue à l’EHESS en 2001), et Ricœur et ses contemporains,(2013) dans lequel il engage un dialogue avec les penseurs post-structuralistes (Derrida, Bourdieu, Foucault, Deleuze). Il a par ailleurs édité plusieurs ouvrages du philosophe (Paul Ricœur, Écrits et conférences 3. Anthropologie philosophique, 2013 ; Paul Ricœur et Cornelius Castoriadis, Dialogue sur l’histoire et l’imaginaire social, Paris, éditions de l’EHESS, 2016). Il a co-fondé en 2010 la revue internationale Études ricoeuriennes/Ricoeur studies. Il est membre du conseil scientifique du Fonds Ricœur.
Agrégé de science politique, Johann Michel a contribué à renouveler les réflexions sur les politiques de la mémoire (Gouverner les mémoires, 2010), et notamment sur les transformations de la mémoire de l’esclavage dans la France contemporaine (Devenir descendant d'esclave, 2015). Il a récemment publié un Que sais-je sur le Devoir de mémoire,(2018). Il a été membre du Comité National pour la Mémoire et l’Histoire de l’Esclavage de 2016 à 2019.
Spécialiste d'herméneutique et de philosophie des sciences sociales, Johann Michel cherche à élaborer depuis une quinzaine d'années[Quand ?] une anthropologie interprétative (en considérant l’interprétation comme une activité centrale de la condition humaine). Dans ce domaine, il a d’abord construit les principes d’une sociologie d’inspiration herméneutique (Sociologie de soi. Essai d’herméneutique appliquée, 2012), puis élargi sa réflexion à une épistémologie herméneutique des sciences sociales (Quand le social vient au sens, 2015), avant de proposer une synthèse des grands courants de philosophie des sciences sociales (La fabrique des sciences sociales d'Auguste Comte à Michel Foucault, 2018).
L'aboutissement de ce travail a donné lieu à la publication d'un ouvrage, Homo interpretans (2017), dans lequel Johann Michel vise à transformer l’herméneutique à partir d’une anthropologie sociale et philosophique. Selon Jean-François Côté, Homo interpretans « se place dans la catégorie très restreinte des livres programmatiques appelés, sinon à faire école, du moins à ouvrir un immense champ de questionnements et d’analyses en sciences humaines, en devenant leur point de référence. » Traduit en anglais en 2019 par David Pellauer, Homo interpretans, towards a transformation of hermenutics, est considéré par Hans Joas comme « the most ambitious and most comprehensive new approach in the area of hermeneutics ».
Johann Michel travaille actuellement[Quand ?] à l'élaboration d'une anthropologie philosophique de la réparation dans un dialogue renouvelé avec les sciences sociales.  En 2021, il publie Le réparable et l’irréparable (2021) dans lequel la réparation est pensée comme un phénomène global de la condition humaine, sans caractère unifié. C’est de manière analogique que J. Michel articule les champs multiples de la réparation dans leur domaine propre : modèle biologique (la cicatrisation), modèle psychologique (le travail de deuil), modèle religieux (expiation, purification), modèle moral (l’excuse), modèle juridique (la compensation du dommage).

## Publications
- Dictionnaire de la pensée politique (en collaboration avec Olivier Nay et Antoine Roger), Paris, Armand Colin, 2005, 228 p.  (ISSN 1625-9017)
- Paul Ricœur : une philosophie de l’agir humain, Paris, Editions du Cerf, coll. « passages », 2006
- Gouverner les mémoires. Les Politiques mémorielles en France, préface d’E. Benbassa, Paris, Presses Universitaires de France, 2010
- Sociologie du soi. Essai d’herméneutique appliquée, Presses universitaires de Rennes, coll. « Le sens social », 2012, 212 p.
  - A Sociologia do si, trad. port. Hugo Barros, Coimbra, Lema d’Origem, 2016
- Ricoeur et ses contemporains. Bourdieu, Derrida, Deleuze, Foucault, Castoriadis, Paris, Presses Universitaires de France, 2013
  - Ricœur e os Pós-Estruturalistas, trad. portugaise Gonçalo Marcello et Hugo Barros, Coimbra, Lema d’Origem, 2015
  - Ricoeur and the post-structuralists. Bourdieu, Derrida, Deleuze, Foucault, Castoriadis, trad. ang. de S. Davidson, préface de G. Taylor, Rowman & Littlefield, London/New York, 2014
  - Ricœur y sus contemporáneos. Bourdieu, Derrida, Deleuze, Foucault, Castoriadis, trad. esp. de Maysi Veuthey, Colección Razón y Sociedad, Editorial Biblioteca Nueva, S. L., Madrid, 2014
  - Ricoeur e i suoi contemporanei, Bourdieu, Derrida, Deleuze, Foucault e Castoriadis, trad. it. de Luca Possati, Aracne Editrice, 2014
- Devenir descendant d’esclaves. Enquête sur les régimes mémoriels, Rennes, Presses Universitaires de Rennes, coll. « Res Publica », 2015, 298 p. (ENA : 9782753535718 ;  (ISBN 275353571X))
- Quand le social vient au sens. Philosophie des sciences historiques et sociales, Bruxelles, Peter Lang, coll. « Anthropologie et philosophie sociale », 2015, 184 p.  (ISBN 9782875742827)
- Homo interpretans, Paris, Hermann, 2017, 404 p.  (ISBN 9782705694968)
  - Homo Interprétas. Towards a Transformation of Hermeneutics, trad. anglaise David Pellauer, préf. de Hans Joas, Rowman, London/New York, 2019
  - Homo interpretans. Através de uma transformação da hermenêutica, trad. portugaise Hugo Barros, préf. de Gonçalo Tavares, Coimbra, Lema d’Origem, 2020
- La Fabrique des sciences sociales. D'Auguste Comte à Michel Foucault, Paris, Presses universitaires de France, coll. « Une histoire personnelle de la philosophie », 2018, 224 p.  (ISBN 978-2-13-074872-4)
- Le Devoir de mémoire, Paris, Presses universitaires de France, coll. « Que sais-je ? », 2018, 128 p.  (ISBN 978-2-13-080482-6)
- Le Réparable et l'irréparable. L'humain au temps du vulnérable, Paris, Hermann, coll. « Philosophie », 2021, 362 p.  (ISBN 9791037006653)

### Direction d'ouvrages
- Johann Michel (dir.), Dialogue sur l'histoire et l'imaginaire social, Éditions EHESS, coll. « Audiographie », 2016, 76 p.
- Johann Michel, Paulo Renato Cardoso de Jesus et Gonçalo Marcelo (dir.), Du moi au soi : variations phénoménologiques et herméneutiques, Presses universitaires de Rennes, coll. « Philosophicas », 2016, 250 p.
- Johann Michel et Jérôme Porée (dir.), Écrits et conférences, Éditions du Seuil, 2013, La Couleur des idées, 462 p.